# Adenauerallee 87a (Bonn)

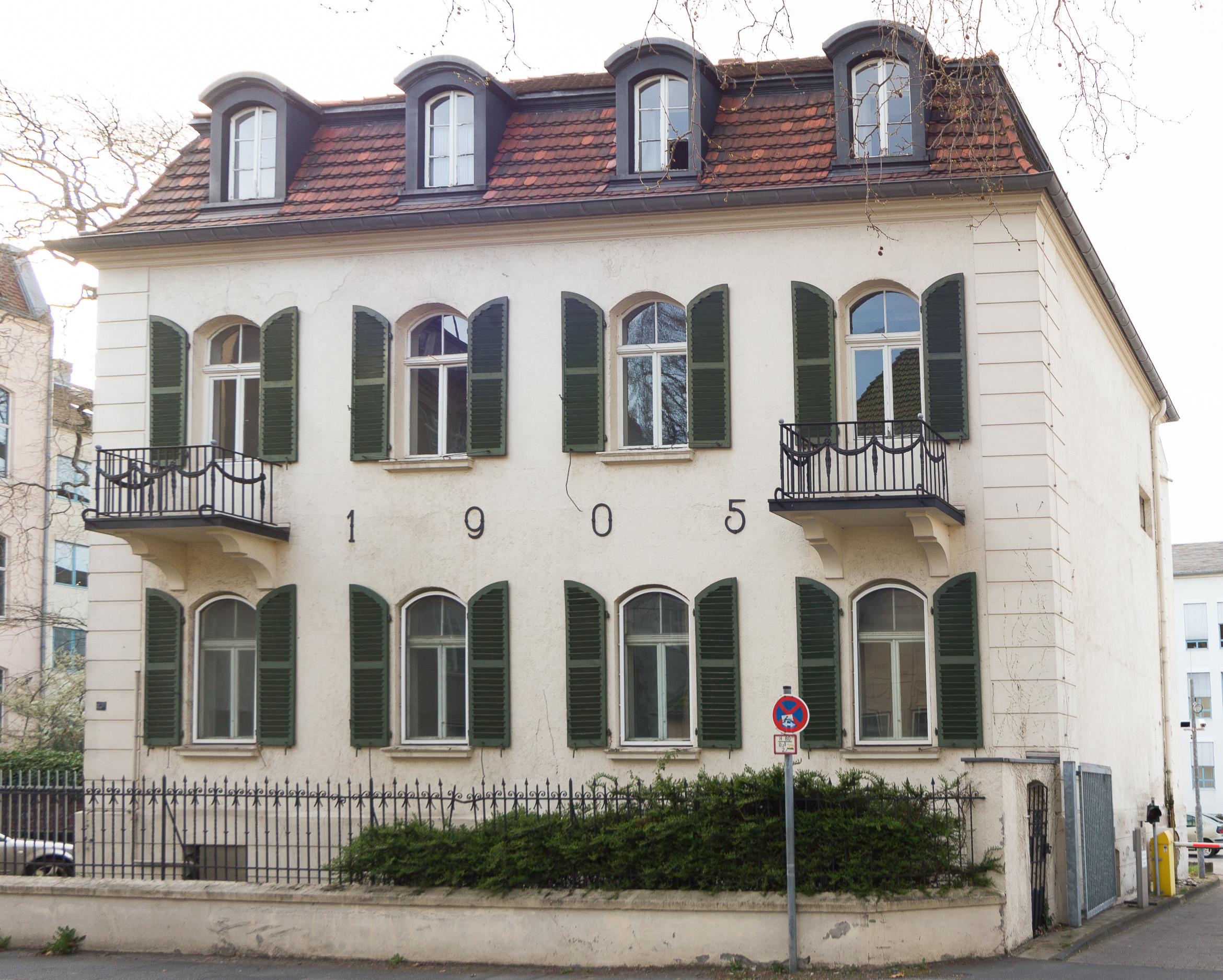
Villa Adenauerallee 87a (2013)

Das Gebäude Adenauerallee 87a (auch Villa Bungarten) ist eine Villa im Bonner Ortsteil Gronau, die 1905 errichtet wurde. Sie liegt an der Nordseite einer Stichstraße zwischen Adenauerallee (B 9) im Westen und Rheinufer im Osten. Die Villa steht als Baudenkmal unter Denkmalschutz.

## Geschichte

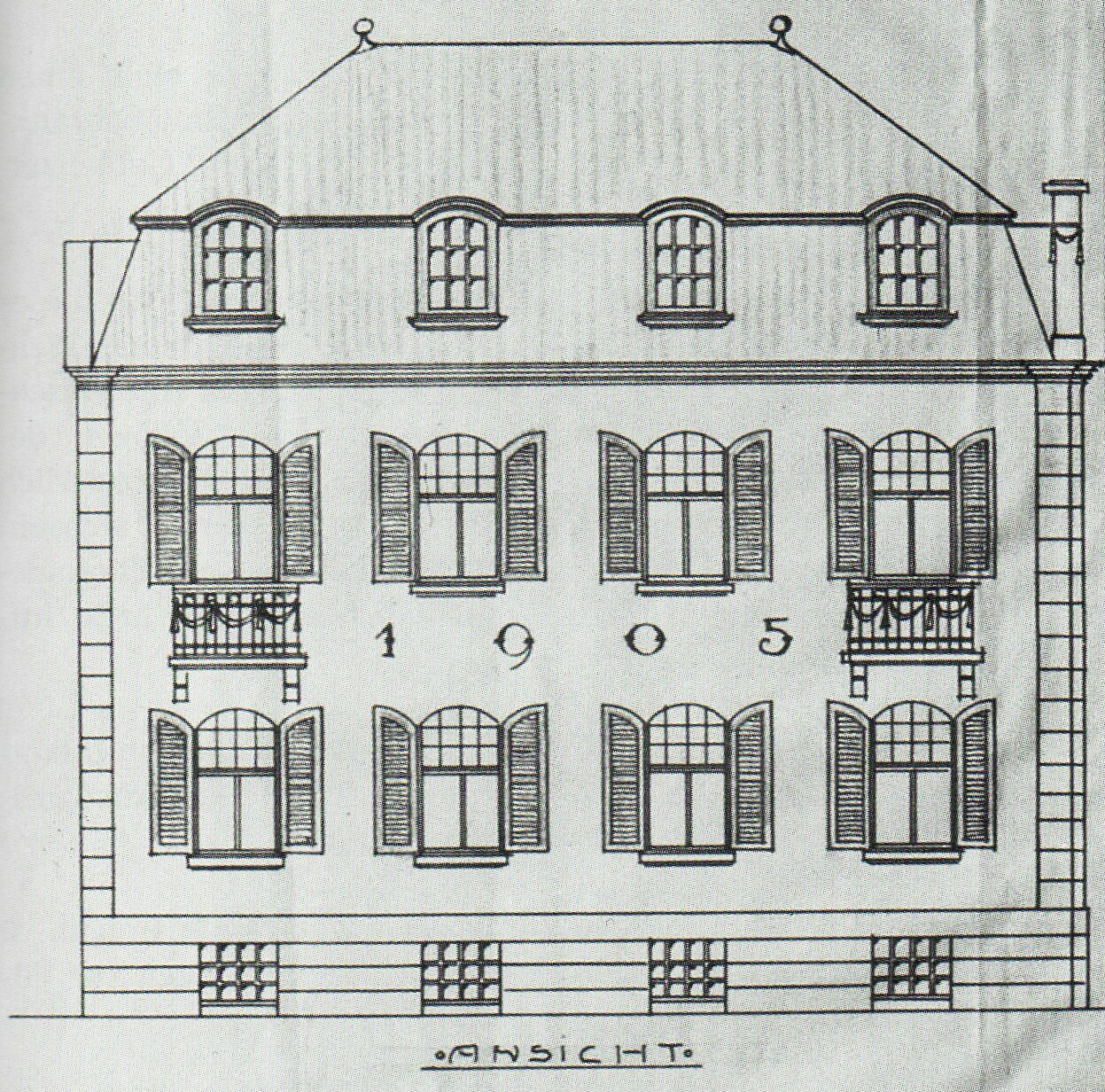
Entwurf, Aufriss der Straßenfront (1905)

Die Villa und die sie erschließende (ursprünglich private) Stichstraße sind zeitgleich auf dem vormaligen Grundstück der Privatschule Kortegarn entstanden, dessen neuer Eigentümer der Ingenieur Christian Bungarten wurde. Die Ausführung lag in den Händen des Unternehmens seiner beiden Söhne (W. & H. Bungarten GmbH). Im Juli 1905 reichte er als Bauherr einen Bauantrag für die neue Villa einschließlich Automobilremise ein, die Baugenehmigung wurde im August 1905 erteilt. Die Rohbauabnahme erfolgte im November 1905, die Gebrauchsabnahme im Juni 1906. Die Erlaubnis zur Nutzung eines Kellerraums als Küche konnte erst nach einer Abtragung des Erdreichs im März 1908 ausgestellt werden. Stilistisch lässt sich die Villa dem späten Jugendstil mit Elementen der Reformarchitektur zurechnen.
1925 war die Villa in den Besitz des Superintendenten Bleibtreu übergegangen. In diesem Jahr ließ er nach einem Entwurf des Bonner Architekten und Regierungsbaumeisters Julius Rolffs einen Küchenanbau errichten. 1949 wurde die Villa, nunmehr am Nordrand des neuen Parlaments- und Regierungsviertels gelegen, gemeinsam mit benachbarten Gebäuden von der Bundesrepublik Deutschland erworben. Sie gehörte zunächst zu den Liegenschaften des Auswärtigen Amtes, das unmittelbar südlich 1955 ein neues Bürogebäude bezog. Später beheimatete sie einen Teil des ebenfalls mit seinem Hauptgebäude benachbarten Bundesministeriums für das Post- und Fernmeldewesen mit 11 Mitarbeitern (Stand: 1974). Mitte der 1980er-Jahre sollte die Villa einem 400 m langen Neubau für das Auswärtige Amt weichen, dessen Umsetzung jedoch fallengelassen wurde.
Das Gebäude befindet sich weiterhin im Besitz des Bundes und ist derzeit leerstehend (Stand: Juli 2012). Es soll zukünftig Teil der Liegenschaft des Bundesamts für Justiz werden (Stand: Frühjahr 2014).